# Sicyodes limettaria
Sicyodes limettaria là một loài bướm đêm trong họ Geometridae.